# Алфред фон Залм-Залм
Алфред Фердинанд Стефан Мария фон Залм-Залм (на немски: Alfred Ferdinand Stephan Maria zu Salm-Salm; * 13 март 1846, замък Анхолт при Иселбург; † 20 април 1923, Анхолт) е 12. княз на Залм и 7. княз на Залм-Залм (1908 – 1923). Той е племенен господар в Кралство Прусия, наследствен член на Провинциалното народно събрания Вестфалия и член на „Пруския Херенхауз“ (1908 – 1918), накрая като негов втори председател.

## Биография
Той е по-малък син (шестото дете) на 5. княз Алфред Константин фон Залм-Залм (1814 – 1886) и принцеса Августа Аделхайд Емануела Констанца фон Крой (1815 – 1886), дъщеря на принц Фердинанд Виктор Филипе фон Крой (1791 – 1865) и принцеса Анна Луиза Констанца де Крой-Солре (1789 – 1869).
Алфред фон Залм-Залм е ритмайстер на австрийска служба. След като напуска живее във водния „дворец Реде“ в Северен Рейн-Вестфалия, купен през 1860 г. от баща му Алфред и брат му Емил. На 16 февруари 1908 г. наследява бездетния си най-голям брат 6. княз Николаус Леополд (1838 – 1908) като 7. княз на Залм-Залм.
Умира на 77 години на 20 април 1923 г. в замък Анхолт при Иселбург.

## Фамилия
Алфред фон Залм-Залм се жени на 23 години на 18 октомври 1869 г. във Виена за графиня Роза фон Лютцов (* 31 март 1850, Хамбург; † 5 февруари 1927, Чехия), дъщеря на граф Франц Йозеф Йохан Непомук фон Лютцов (1814 – 1897) и Хенриета Займур (1822 – 1909). Те имат осем деца:
- Емануел Алфред Леополд Франц (* 30 ноември 1871, Мюнстер; † 19 август 1916, убит през Втората световна война близо до Пинск, тогава в Русия, погребан в Анхолт), наследствен принц, женен на 10 май 1902 г. във Виена за ерцхерцогиня Мария Кристина Австрийска-Тешен (* 17 ноември 1879; † 16 август 1962), дъщеря на ерцхерцог Фридрих Австрийски-Тешен; има 5 деца, баща на:
  - Николаус Леополд (1906 – 1988), 8. княз на Залм-Залм, княз на Залм-Кирбург; има 7 деца
- Франц Емануел Константин (* 30 август 1876, Анхолт; † 10 януари 1964, Лобург при Кьозфелд), женен на 16 ноември 1912 г. в Прага за фрайин Мария Анна фон и цу Далберг (* 11 март 1891; † 2 февруари 1979), дъщеря на фрайхер Карл Хериберт фон Далберг (1849 – 1920); има 8 деца

- Алфред Флорентин Константин (* 29 ноември 1879; † 19 януари 1952)
- Мария Емма Хенриета Франциска (* 20 февруари 1874, Анхолт; † 17 август 1966)
- Хенриета Франциска Алексия (* 20 юни 1875, Анхолт; † 2 юли 1961, Болцано), омъжена на 15 януари 1907 г. в Анхолт за конте Карло Лучези Пали, принц ди Кампофранко, дука дела Грация (* 22 декември 1868; † 19 август 1951)
- Роза Матилда Шарлота Леополдина (* 1 март 1878, Анхолт; † 28 август 1963, Касел-Вилхелмсхьое), омъжена на 16 октомври 1911 г. във Франкфурт на Майн за граф Карл Хайнрих фон Золмс-Лаубах (* 22 март 1870; † 24 февруари 1945), син на граф Фридрих фон Золмс-Лаубах
- Августа Фламиния Фердинанда (* 6 януари 1881, Анхолт; † 31 май 1946, Хернщайн), омъжена на 15 февруари 1911 г. в Мюнстер за граф Феликс Дросте цу Фишеринг фон Неселроде-Райхенщайн (* 28 февруари 1871; † 8 октомври 1953)
- Елеонора Хенриета Кристина (* 23 февруари 1887; † 13 юли 1978), омъжена на 27 май 1925 г. за Карл Риенитс († 9 януари 1957)